# Estação Mendes
Mendes é uma estação de trem localizada no município de Mendes, no estado do Rio de Janeiro. Servia para a chamada Linha Barrinha, uma linha de trens urbanos operada pela Rede Ferroviária Federal (RFFSA), quando foi desativada para passageiros em 19 de setembro de 1996. 
A estação atualmente é usada como centro cultural e por ela somente trafegam os trens cargueiros da MRS Logística, concessionária que atualmente opera a linha férrea da antiga Estrada de Ferro Central do Brasil. 

## Historia
A estação era chamado de Neri Ferreira. Existia naquela época a estação original de Mendes, como a estação ficava afastado do centro de Mendes do que a estação Neri Ferreira, a estação original acabou sendo desativado e a estação Neri Ferreira renomeado para Mendes.